# معاهدة لندن (1840)
معاهدة لندن هي معاهدة بعنوان اتفاقية إعادة السلام إلى بلاد الشام، وُقّعت في 15 يوليو 1840 بين الدولة العثمانية وأربع دول أوروبية، هي الإمبراطورية الروسية وبروسيا والمملكة المتحدة والإمبراطورية النمساوية، لدعم الدولة العثمانية، وذلك للحد من توسعات محمد علي باشا حاكم مصر على حساب أراضي الدولة العثمانية، والتي أيضا كانت سببا في تقليص صلاحياته.
لأن محمد علي باشا لم يقبل شروط الاتفاقية، نتج عن ذلك أزمة المشرق. وهكذا، اضطرّ محمد علي أخيرًا إلى قبول الاتفاقية في 27 نوفمبر 1840.

## المفاوضات
لخصت المعاهدة الاتفاقيات الأخيرة المتعلقة بالإمبراطورية العثمانية في عهد عبد المجيد الأول، وحربها الثانية مع إيالة مصر. جاء ذلك بسبب خوف القوى العظمى من التأثير المزعزع للاستقرار الذي يمكن أن يحدثه الانهيار العثماني على أوروبا.
وافق العثمانيون على إعلان إغلاق الدردنيل أمام جميع السفن الحربية غير العثمانية في وقت السلم. في المقابل، عرض الموقعون على محمد علي وورثته سيطرة دائمة على إيالة مصر وإيالة صيدا إذا بقيت الأراضي جزءًا من الإمبراطورية العثمانية. إذا لم يقبل انسحاب قواته خلال عشرة أيام، سيخسر العرض في سوريا العثمانية. وإذا تأخر في القبول أكثر من 20 يومًا، فسيخسر كل ما تم عرضه. كما كان عليه أن يعيد إلى السلطان عبد المجيد الأول الأسطول العثماني الذي انشق إلى الإسكندرية. كان على محمد علي أيضًا سحب قواته فورًا من شبه الجزيرة العربية، والمدن المقدسة، وكريت، ومنطقة أضنة، وكلها داخل الإمبراطورية العثمانية.

## أزمة المشرق 1840
وافقت القوى الأوروبية على استخدام جميع وسائل الإقناع الممكنة لتفعيل هذا الاتفاق، لكن محمد علي، بدعم من فرنسا، رفض قبول شروطه في الوقت المحدد. أدى ذلك إلى اندلاع أزمة المشرق عام 1840، وهاجمت القوات البريطانية والنمساوية عكا، وهزمت قواته في أواخر عام 1840. واجهت قوات محمد علي ضغوطًا عسكرية متزايدة من أوروبا والإمبراطورية العثمانية، وخاضت معركة خاسرة ضد المتمردين في الأراضي التي احتلتها، وشهدت التدهور العام لقواتها العسكرية من ضغوط الحروب الأخيرة.
وافق محمد علي أخيرًا على بنود الاتفاقية والفرمانات التي أصدرها السلطان لاحقًا، مؤكدة حكمه على إيالة مصر وسلطنة دارفور. انسحب من سوريا العثمانية وكريت وأعاد الأسطول العثماني. كانت اتفاقية لندن والفرمان الأساس القانوني لوضع مصر كمقاطعة عثمانية مميزة. استشهد القوميون المصريون في وقت لاحق بهم لتشويه مزاعم الاحتلال البريطاني.
أكملت اتفاقية لندن للمضائق سنة 1841 معاهدة العام السابق بضمان حياد المضائق التركية في وقت السلم، وحظر بحر مرمرة على السفن الحربية.

## روابط خارجية
- Convention between Great Britain, Austria, Prussia, Russia and Turkey for the pacification of the Levant (text of the treaty, published in William Cargill: The Foreign Affairs of Great Britain; كتب جوجل)